# Olios punjabensis
Olios punjabensis är en spindelart som beskrevs av Sarah Creecie Dyal 1935. Olios punjabensis ingår i släktet Olios och familjen jättekrabbspindlar.
Artens utbredningsområde är Pakistan. Inga underarter finns listade i Catalogue of Life.